# ジャパンエキスポアワード
ジャパンエキスポアワード（Japan Expo Awards）は、2006年にJapan Expoのイベントの一つとして始められた賞。フランスにおける初めての日本の漫画、アニメコンピュータゲーム、映画、日本の音楽を専門とした賞であり、ヨーロッパに対する影響力を持っている。2013年から2015年まで開催が休止されていたが、2016年に新たな方式で再開された。

## 受賞作品

### 2016年
漫画部門審査員賞
- Daruma大賞 : いぬやしき

漫画部門観客賞
- 少年漫画Daruma賞 : 東京喰種トーキョーグール
- 少女漫画Daruma賞 : アオハライド
- 青年漫画Daruma賞 : 亜人

アニメ部門審査員賞
- Daruma大賞 : 残響のテロル

アニメ部門観客賞
- オリジナルシリーズDaruma賞 : PSYCHO-PASS サイコパス 2
- 原作ありシリーズDaruma賞 : 進撃の巨人
- 映画・OVADaruma賞 : 千と千尋の神隠し

### 2017年
漫画部門審査員賞
- Daruma大賞 : 僕のヒーローアカデミア

漫画部門観客賞
- 少年漫画Daruma賞 : クジラの子らは砂上に歌う
- 少女漫画Daruma賞 : 高嶺と花
- 青年漫画Daruma賞 : ワンパンマン

アニメ部門審査員賞
- Daruma大賞 : 君の名は。

アニメ部門観客賞
- 映画・OVADaruma賞 : 君の名は。
- サイマル放送Daruma賞 : ユーリ!!! on ICE